# قافز أنيق
القافز الأنيق (الاسم العلمي:Salticus scitulus) هو نوع من العنكبوتيات يتبع جنس القافز من فصيلة العناكب القافزة.